# Hymenaea

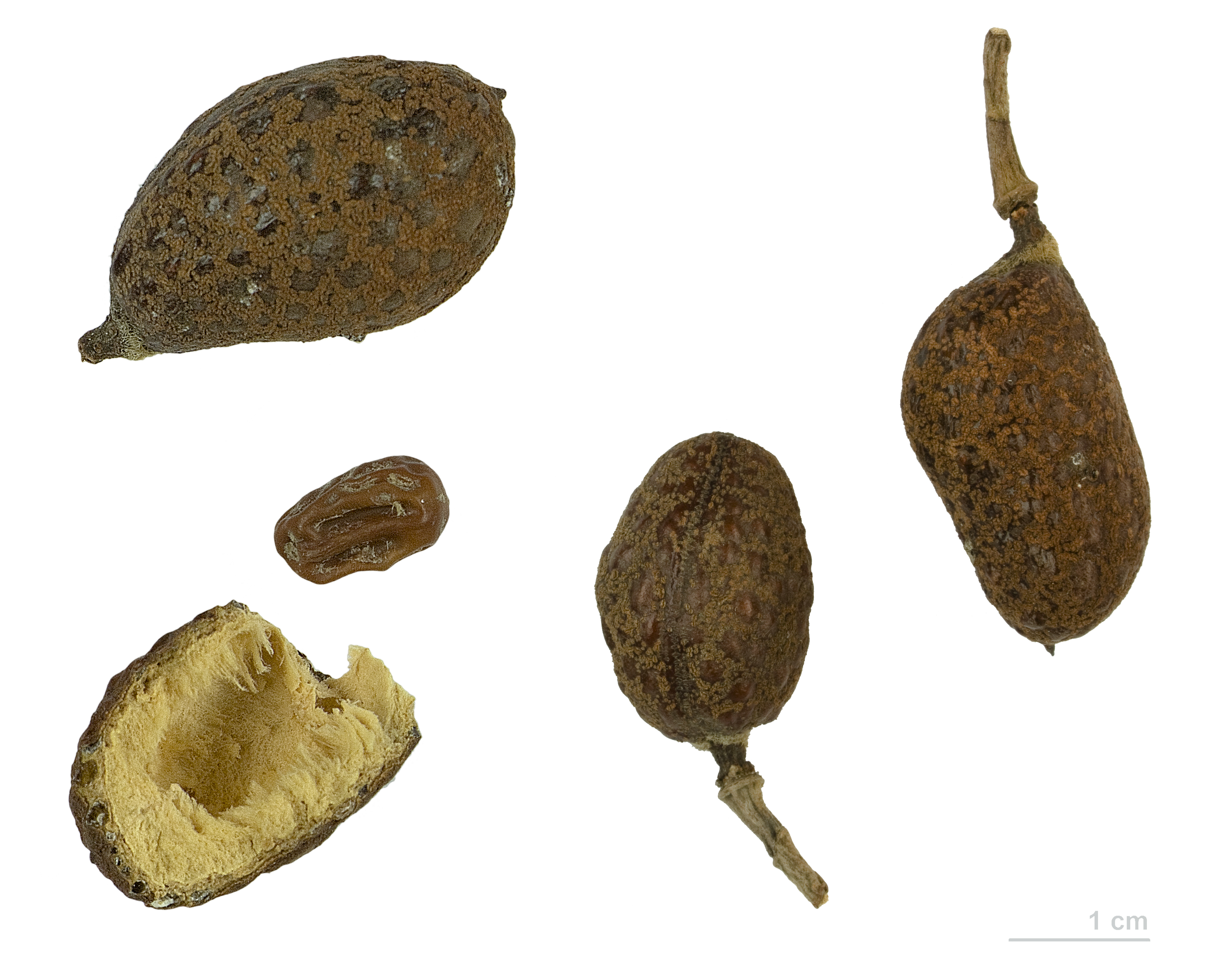
Hymenaea verrucosa

Hymenaea es un género de la familia de las leguminosas, integrado por 14 especies vivas, una de las cuales (Hymenaea verrucosa) es nativa de la costa oriental de África y las otras trece de los trópicos de las Américas. Estas están distribuidas por las Antillas, desde el sur de México hasta Brasil. En Colombia los árboles son llamados algarrobo criollo, en Perú azúcar huayo y en Brasil yatobá.

## Características
Son árboles grandes que llegan a una altura de 15 a 50 m y emergen sobre el pabellón de bosque. Carece de ramas en la parte baja del tallo, pero tienen una copa con ramas macizas. Las hojas son asimétricamente elípticas, bifoliadas, alternas, compuestas y pecioladas. Las flores crecen en una panoja o corimbo (tipo de inflorescencia en forma de sombrilla). El fruto es una legumbre.

## Usos
La pulpa central de los frutos es comestible y contiene almidón. Es comercializado en los mercados locales. La semilla seca contiene un 40% del polisacárido xyloglucan usado por las industrias de alimentos, farmacéutica, cosméticos y papel.
Las hojas pueden ser usadas para hacer un té.  Los troncos tienen una madera densa utilizada en la fabricación de muebles, canoas y otras embarcaciones.
La resina es usada para fabricar barniz, especialmente la de la especie Hymenaea courbaril llamada en México guapinol,  conocida como copal suramericano; y también la de Hymenaea verrucosa, fuente del valioso copal de Zanzíbar. La resina se puede recolectar de los árboles vivos, o del suelo cerca del lugar en donde estaba un árbol caído estaba. La resina de la especie extinguida species Hymenaea protera era la fuente del ámbar dominicano. Los indígenas utilizan la resina como incienso y como pegante y en la medicina tradicional para tratar la tos y el asma.
En la región neotropical, Hymenaea courbaril ha llegado a ser un ejemplo de planta que responde al cambio climático global en curso en nuestro planeta. Incrementa la fotosíntesis en 60% y la celulosa en 30% cuando crece bajo concentraciones atmosféricas de CO2 inferiores a 720 ppm, el nivel esperado para el año 2100, si las emisiones de dióxido de carbono, causantes del efecto invernadero continúan aumentando al mismo ritmo actual.
Las especies de Hymenaea son importantes en los programas de recuperación de la selva tropical húmeda. En relación con la sucesión ecológica, Hymenaea courbaril aparece tardíamente en el proceso y se encuentra clasificada como una "especie del clímax".